# Поварово III
По́варово III — узловая железнодорожная станция Большого кольца Московской железной дороги в городском округе Солнечногорск Московской области. Входит в Московско-Смоленский центр организации работы железнодорожных станций ДЦС-3 Московской дирекции управления движением. По основному характеру работы является участковой, по объёму работы отнесена к 3 классу.
К северу от станции находится посёлок Поварово. К югу — бывшее локомотивное депо ТЧ-13 Поварово-3, закрытое в 1996 году. Ныне здания депо заброшены, часть путей используется, как пункт оборота локомотивов (филиал ФТЧЭ-53 Поварово-3 эксплуатационного локомотивного депо ТЧЭ-23 Бекасово-Сортировочное).
От станции идёт перегон к Октябрьской железной дороге: к северу находятся две ССВ (ветви № 2 и № 5) с/на радиальное Ленинградское направление (главный ход Октябрьской железной дороги), являющиеся двухпутным перегоном Поварово III — Поварово I, при этом перегон относится к Московской железной дороге. В пригородном пассажирском движении эти ветви не используются. Формально междудорожной станцией перехода является только Поварово I. Ранее на узле была развязка из пяти соединительных ветвей, но три из них были разобраны и не действуют — ветвь № 3 от Поварово III на Москву, ветвь № 7 от Москвы на Поварово II, ветвь № 1 от Поварово II на Поварово I.
На станции — одна боковая платформа Поварово III с западной стороны у главного пути № I. Платформа низкая длиной 160 м.
Платформа обслуживается электропоездами:
- С южной стороны — Депо ТЧ-20 Апрелевка Киевского направления. 3 пары поездов в день из/в сторону Манихино I — Кубинки I — Бекасово I — Детково (в том числе один «прямой» поезд из Апрелевки). Конечной для них является станция Поварово II перегоном северо-восточнее.
  - Поезда могут опаздывать до нескольких часов или отменяться из-за загруженности Большого кольца грузовыми поездами (в том числе для сортировки на станции Бекасово-Сорт.)
  - До лета 2011 года участок Икша — Кубинка I обслуживался депо Нахабино Рижского направления, но затем участок Поварово II — Кубинка I был передан депо Апрелевка (некоторые рейсы до Кубинки II были продлены до Поварово II)
- С северо-восточной стороны — Депо Александров Ярославского направления и депо Лобня Савёловского направления. Всего 3 пары от/до Александрова (через Икшу / Яхрому) и 1 пара от/до Икши. Отстой конечного электропоезда осуществляется на тупиковом пути № 13 рядом с путями к бывшему депо.

Для пересадки на пригородные поезда по Ленинградскому направлению используется платформа 142 км Большого кольца севернее, один из путей около которой также находится в границах станции (входной светофор на станцию по пути от Поварово II находится близко к путепроводу), по другому пути (неправильному) входной ближе, чем пл. 142 км. Входные светофоры со стороны Манихино II находятся к югу сразу за бывшим переездом (закрыт бетонными блоками).
По состоянию на 2019 год, через станцию курсирует один пассажирский поезд дальнего следования Брянск — Санкт-Петербург (передача с киевского на ленинградское направление в обход Москвы). На станции предусмотрена 15-минутная техническая стоянка.